# البحر الصامت
البحر الصامت (بالكورية: 고요의 바다) هو مسلسل خيال علمي إثارة كوري جنوبي، من بطولة غونغ يو، باي دونا وإي جن. أُصدر المسلسل على نتفليكس في 24 ديسمبر 2021.

## القصة
تدور احداث المسلسل في المستقبل، عندما يعاني الكوكب من نقص المياه والغذاء بسبب التصحر، يون جاي هو جندي في وكالة الفضاء. يتم اختيار فريقه للسفر إلى الفضاء، تتمثل مهمتهم في استرداد عينة غامضة من محطة أبحاث مهجورة.

## الإنتاج

### صناعة
في ديسمبر 2019، أعلنت Netflix أنها ستنتج المسلسل التلفزيوني البحر الصامت، مقتبس من الفيلم القصير باسم «بحر الهدوء» 2014 من إخراج تشوي هانغ يونغ، كما سيخرج تشوي المسلسل ايضاً، سيعمل الممثل جونغ وو سونغ منتجًا تنفيذيًّا، وسيكتبه بارك اون كيو.

### طاقم
في أبريل 2020، اختير غونغ يو وباي دونا للأدوار الرئيسية في سبتمبر 2020، انضم إليهم رسميًا هيو سونغ تاي ولي مو سينج.

## روابط خارجية
- البحر الصامت على موقع IMDb (الإنجليزية)
- البحر الصامت على موقع روتن توميتوز (الإنجليزية)
- البحر الصامت على موقع نتفليكس (الإنجليزية)
- البحر الصامت على موقع ليتربوكسد (الإنجليزية)
- البحر الصامت على موقع كينوبويسك (الروسية)
- البحر الصامت على موقع ألو سيني (الفرنسية)
- البحر الصامت على موقع قاعدة بيانات الفيلم (الإنجليزية)